# WU-14

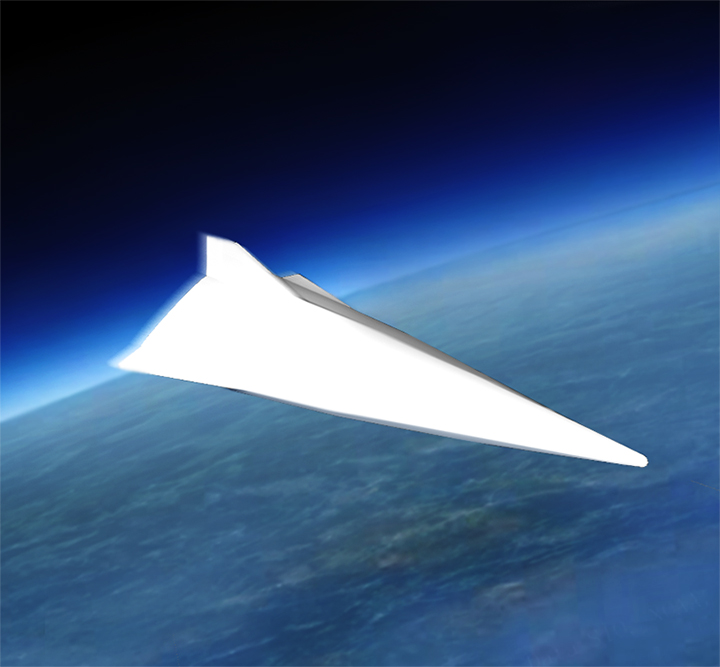

WU-14 또는 DF-ZF는 중국이 개발중인 극초음속 비행체(hypersonic glide vehicle, HGV)를 말한다. DF-17에 장착되었다.

## 성능
DF-ZF는 마하 5에서 마하 10의 속도를 낸다. 핵탄두나 대함 탄도 미사일 같은 정밀유도 재래식 탄두를 탑재한다. 미국 항공모함 함대의 대공 방어망을 가능성 있다.
사거리 2,000 km인 DF-21 또는 DF-31 ICBM에 탑재된다. 전문가들은 DF-16 등의 단거리 탄도 미사일에 최초로 실전배치될 것으로 본다.
DF-21 미사일이 낙하하여 고도 100 km에 이르면 WU-14가 분리되어 마하 10의 속도로 대기권 재진입을 한다. 이후 마하 5에서 마하 10의 속도로 활공을 한다.
미국의 팰컨 HTV-2와 유사한 개념이다.

## 발사기록
2016년 4월 22일, 중국이 7번째 시험발사에 성공했다. 명보(明報) 등 중화권 언론이 미국 외교안보 전문지 내셔널 인터레스트를 인용해 26일 보도했다.

## 같이 보기
- 브라모스-2 - 러시아 3M22 지르콘의 수출형으로 의심된다. 2016년 4월 19일 러시아는 마하 5~6으로 3M22 지르콘 비행에 성공해 2018년 양산에 들어갈 계획이다.